# A togói labdarúgó-válogatott elleni támadás
A togói labdarúgó-válogatott elleni támadás a togói labdarúgó-válogatott ellen 2010. január 8-án elkövetett terrorista támadás volt. A csapat a Kongói Köztársaságon keresztül Angolába tartott a január 10-én kezdődő 2010-es afrikai nemzetek kupájára. A Cabinda tartomány elszakadásáért küzdő egyik angolai szeparatista szervezet, a Cabinda Enklávé Felszabadításáért Küzdő Front magára vállalta a támadás elkövetését. A The Guardian értesülései szerint azonban a FLEC újabban tagadja, hogy érintett lenne. A buszsofőr, a csapat edzőhelyettese, Abalo Amelete és sajtósa, Stanislas Ocloo életét vesztette, többen pedig megsérültek.

## A támadás
2010. január 8-án a Kongón keresztül Angolába, a 2010-es afrikai nemzetek kupájára útban lévő togói labdarúgó-válogatott buszát fegyveresek támadták meg. Ahogy átlépték a Kongói Köztársaságot az angolai Cabinda enklávé tartomány határát, a fegyveresek azonnal elkezdtek géppuskáikból tüzelni. Togó eredeti B csoportjának összes mérkőzésére a cabindai Estádio Nacional do Chiazi stadionban került sor.
Az összecsapás legalább 30 percig tartott. Mário Adjourát, a buszvezetőt megölték, így semmilyen menekülési lehetőség nem maradt. Az utasok a székek mögé bújtak el. Egy nagyjából 10 férfiből álló biztonsági csoport utazott két autóval a csapattal közösen. A tüzet ők viszonozták.
Serge Akakpo, az FC Vaslui támadója súlyosan megsérült, s sok vért vesztett, Rajta kívül a Togói Nemzeti Labdarúgó Szövetség alelnöke – aktív játékos – Gabriel Ameyi és hét másik utas, köztük egy újságíró és két orvos is súlyos sérüléseket szerzett. Emmanuel Adebayor azt mondta: "ez volt az egyik legrosszabb dolog, amire az életemben valaha is gondoltam." Mivel ő sebesült meg a legkönnyebben, neki kellett csapattársait a kórházba szállítani. Thomas Dossevi ezt mondta: "Valóságos pokol volt. Húsz perc lövöldözés, vér és félelem." Richmond Forson szerint: "A csomagot szállító buszt szitává lőtték. Talán azt gondolták, hogy ott vagyunk. Majd megint elkezdtek tüzelni, megint a mi buszainkra. Rettenetes volt." António Bento Bembe miniszter "terrorista akciónak" minősítette a történteket. Martin O'Neill – Moustapha Salifou menedzsere az Aston Villa csapatában – a csapat honlapján rémületének adott hangot. A Manchester City és a Portsmouth labdarúgó-csapatok játékosaik biztonságai miatti aggodalmuknak adtak hangot. Más afrikai csapatokban játszó játékosok, mint Benni McCarthy és Momo Sissoko szintén elítélték a támadást.
A támadás eredményeképp a togói válogatott a kupa bojkottjára szólította fel a résztvevőket. Tapasztalataik után mind Alaixys Romao, mind Thomas Dossevi úgy nyilatkozott, nincs gusztusa és semmi kedve versenyezni. Dossevi azt mondta, "úgy tüzeltek a csapatra, mintha kutyák lennének."
Az eredeti tervek szerint Togo első mérkőzését a támadás után három nappal, 2010. január 11-én Ghána csapata ellen vívta volna. Az STV Sport jelentése szerint a togói csapat egy nappal később visszalépett a bajnokságtól.

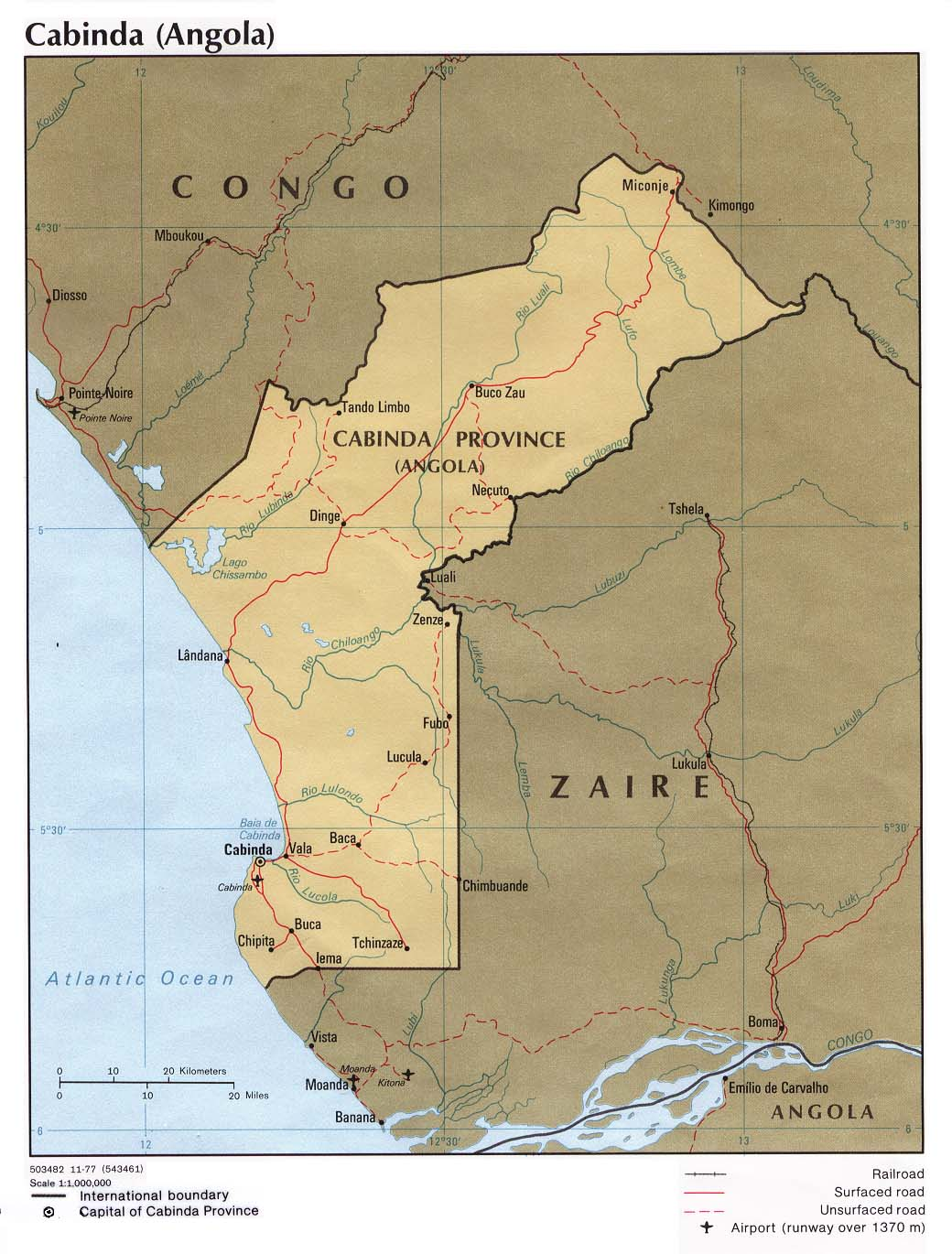
Cabinda tartomány, egy angolai enklávé térképe. Angola nagyobb része ettől délnyugatra van, a kettő között van a Kongói Köztársaság. (térképen régebbi nevén Zaire-ként szerepel.)

Az angolai szeparatsta gerilla csoport, a Frente para a Libertação do Enclave de Cabinda magára vállalta a felelősséget. A csoport vezetője, Rodrigues Mingas által aláírt egyik kiáltvány szerint: "Ez csak a kezdete egy előre eltervezett merényletsorozatnak, mely folytatódik, s Cabina teljes területére ki fog terjedni."
Az Afrikai Kupa Szervező Bizottsága (a COCAN) rosszallását fejezte ki a togói delegáció irányába. Virgilio Santos, a szervezőbizottság egyik tagja így nyilatkozott: "Világosak voltak a szabályok. Egyik csapat sem érkezhet busszal. Egyáltalán nem értem, mi vitte rá a togóiakat arra, hogy így cselekedjenek."
2010, január 10-én a togói válogatott elkövetett támadással összefüggésben az angolai rendőrség két gyanúsítottat vett őrizetbe. Az állami rádió az ügyészre hivatkozva azt jelentette, hogy a letartóztatásra Angola Cabinda exklávéjában került sor.

### Áldozatok
Kilenc ember megsebesült, hárman meghaltak.

### Sebesültek
- Serge Akakpo[24]
- Kodjovi Obilalé[25]
- Hubert Velud[26]
- Waké Nibombé
- Elista Kodjo Lano
- Dr. Amevor –
- Dr Wadja –

### Halottak
- Amelete Abalo – a togói válogatott másodedzője és az ASKO Kara menedzsere (helyi idő szerint 2010. január 9. 04:00-kor)[27]
- Stan Ocloo sajtószóvivő (meghalt 2010. január 9-én helyi idő szerint 04:30-kor)[28]
- Mário Adjoua – angolai buszsofőr (meghalt 2010. január 8-án)[29]

## Következménye

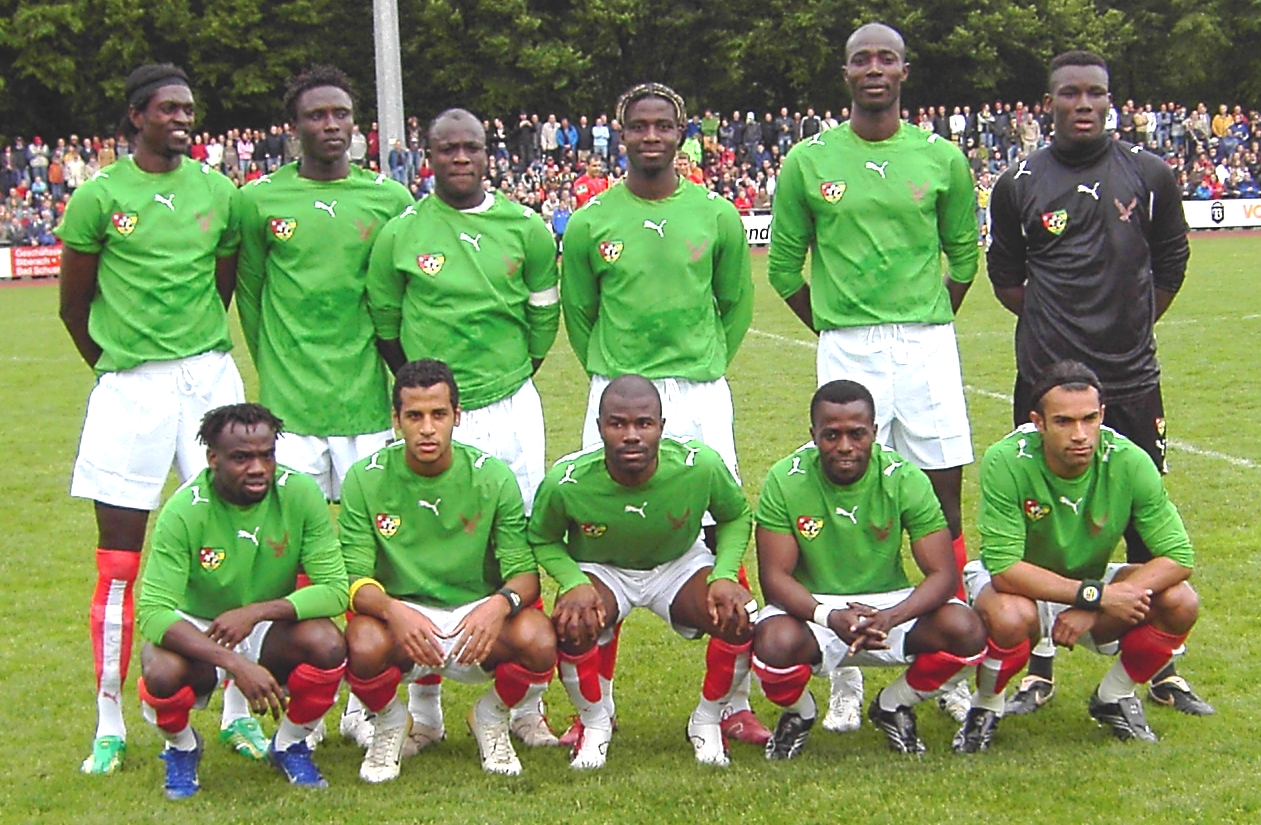
Togó válogatottja 2008. májusban

Togó válogatottja először úgy döntött, visszalép az Afrikai nemzetek kupájának versenyein való részvételtől. Togo középcsatára, Alaixys Romao szerint a csoport megpróbálta a csoportjában lévő többi csapatot is rábeszélni, arra, hogy lépjenek vissza a versenyzéstől. Később a játékosok mégis a tornán való részvétel mellett döntöttek. A támadás következményeinek láttán a Luandába repülő mozambiki labdarúgó-válogatott védelmét is megerősítették. Togó megváltoztatta döntését, s részt fog venni a megmérettetésen. Minderre azt követően került sor, hogy a játékosok jelezték, szeretnének szerepelni, s Thomas Dosevi szavaival élve szeretnék ők is megmutatni nemzeti színeiket, értékeiket, s hogy ők is férfiak. Végül azonban a togói kormány elrendelte, hogy biztonsági megfontolásokból a csapat mégis térjen haza.
Danny Jordaan, a soron következő, 2010. júniusban és júliusban Dél-Afrikában megrendezendő 2010-es labdarúgó-világbajnokság szervezője megnyugtatott mindenkit, hogy a támadásnak nincs semmi köze a világbajnokság biztonságához.
Gilbert Houngbo Fossoun togói miniszterelnök elrendelte, hogy a Nyugat-Afrikában életüket vesztett játékosok emlékére az országban háromnapos gyászt tartsanak.

## Fordítás
- Ez a szócikk részben vagy egészben  a   Togo national football team attack című angol Wikipédia-szócikk ezen változatának fordításán alapul.  Az eredeti cikk szerkesztőit annak laptörténete sorolja fel. Ez a jelzés csupán a megfogalmazás eredetét és a szerzői jogokat jelzi, nem szolgál a cikkben szereplő információk forrásmegjelöléseként.